# 10. korpus (JLA)
Za druge 10. korpuse glejte 10. korpus.
10. korpus (tudi Zagrebški korpus) je bil pehotni korpus v sestavi Jugoslovanske ljudske armade.

## Organizacija
1991
- poveljstvo
- 10. bataljon vojaške policije
- 10. bataljon za zveze
- 10. dopolnilni bataljon
- 10. sanitetni bataljon
- 10. avtotransportni bataljon
- 123. pontonirski bataljon
- 33. partizanska divizija
- 4. oklepna brigada
- 140. mehanizirana brigada
- 149. srednji samostojni raketni polk protiletalske obrambe (JLA)
- 155. raketni polk protiletalske obrambe (JLA)